# Higashiōmi, Shiga
Higashiōmi (東近江市 (Đông Cận Giang thị) Higashiōmi-shi) là một thành phố thuộc tỉnh Shiga, Nhật Bản.